# Viersener Straße 86 (Mönchengladbach)

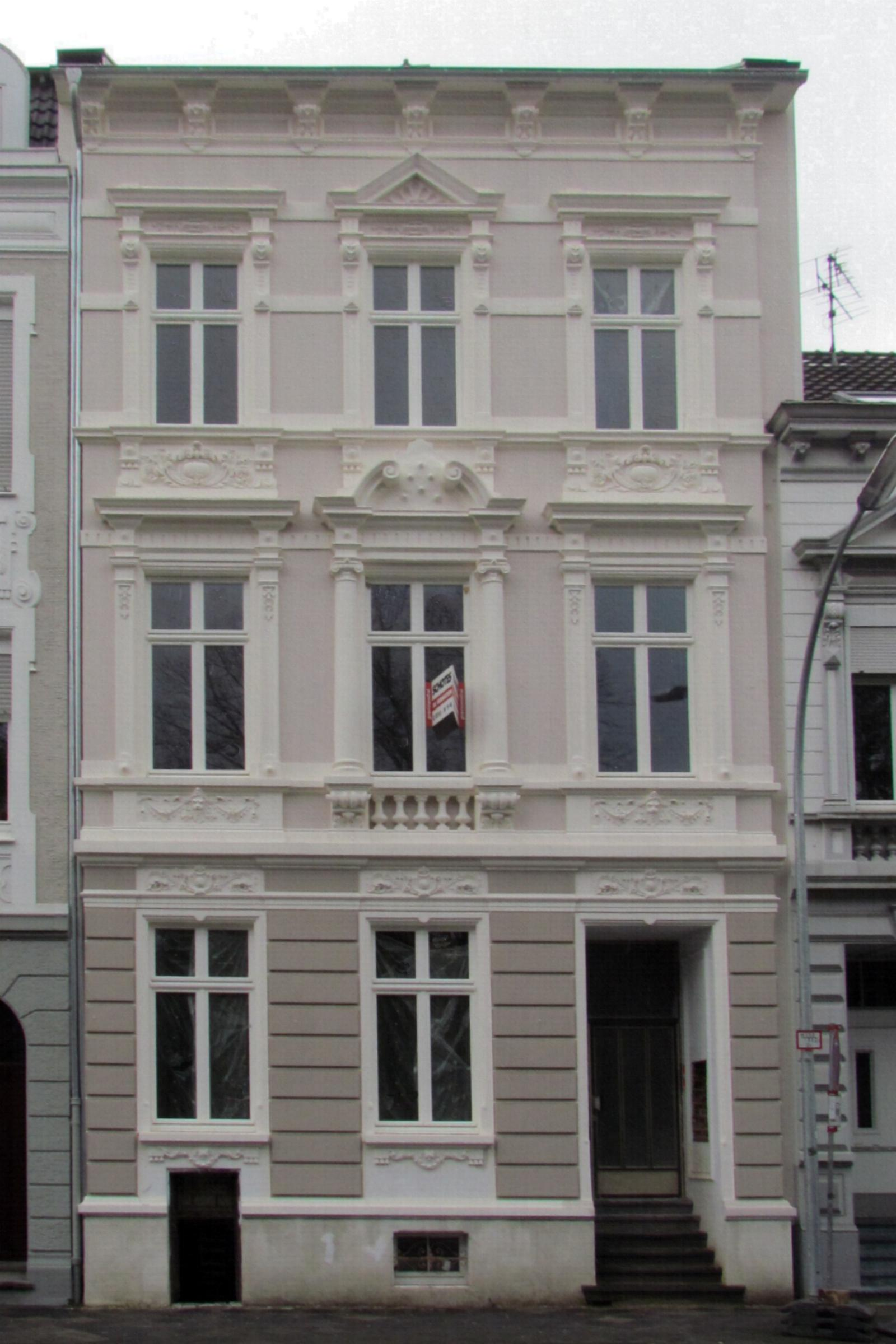
Wohnhaus (2013)

Das Wohnhaus Viersener Straße 86 steht in Mönchengladbach (Nordrhein-Westfalen).
Das Gebäude wurde Anfang des 20. Jahrhunderts erbaut und unter Nr. V 032 am 1. August 2011 in die Denkmalliste der Stadt Mönchengladbach eingetragen.

## Lage
Das Gebäude liegt auf der Ostseite der Viersener Straße gegenüber dem evangelischen Friedhof und in unmittelbarer Nähe des Wasserturms.

## Architektur

### Haupthaus
Traufständiges, dreigeschossiges und dreiachsiges Wohnhaus unter Satteldach mit zweigeschossigem Anbau unter Pultdach. Verputzte und stuckierte Straßenfassade, Rückfassade und Anbau in einfacher, aber qualitätsvoller zeitgenössischer Ziegelsteinarchitektur. Das Gebäude ist eingebunden in einen historistisch geprägten Straßenzug, das Nachbargebäude Viersener Straße 88 / Beethovenstraße ist als markantes Eckgebäude gegenüber dem Wasserturm ebenfalls ein eingetragenes Denkmal.

### Anbau
Zweigeschossiger Anbau unter Pultdach in einfacher, aber qualitätvoller Ziegelsteinarchitektur. Die hochrechteckigen Fensteröffnungen besitzen einen flachen Stich. Die Fensterrahmungen sind bis auf wenige Ausnahmen gegen moderne Fenster in Kunststoff erneuert. Über einen Konsolenfries leiten die Außenwände in das Traufgesims und die Dachzone über. An der Stirnseite des Anbaus fügt sich ein weiterer Anbau mit Zugang über vier Stufen aus dem Garten in das Erdgeschoss an. Im Obergeschoss liegt ein heute geschlossener, ursprünglich aber zum Garten hin geöffneter Freisitz.
In der Fassade überwiegend original erhaltenes Bürgerhaus mit einigen Ausstattungen im Innern.
Das Objekt Viersener Straße ist im Stadterweiterungsgebiet um den neuen Wasserturm und gegenüber dem evangelischen Friedhof um die Wende 19./20. Jh. entstanden. Es dokumentiert den infolge der Industrialisierung und des damit einhergehenden Bevölkerungswachstums bedingten Stadtausbau an der Ausfallstraße nach Viersen. Trotz der Veränderungen (Kunststofffenster, Blenden in den Oberlichtern, Haustür) dokumentiert das Objekt bürgerlich orientiertes Bauen und Wohnen zu Beginn des 20. Jh. durch eine zeittypische Gebäudeausstattung, die sich auch in Details – wenn auch abgenutzt bzw. reduziert – original erhalten hat. Als sinnvolle Ergänzung der bestehenden und denkmalgeschützten Eckbebauung sowie als Dokument der Stadterweiterung erscheint eine Unterschutzstellung des Gebäudes geboten.
Das Objekt ist bedeutend für die Geschichte des Menschen und für Städte und Siedlungen. 
An seiner Erhaltung und Nutzung besteht ein öffentliches Interesse aus wissenschaftlichen, insbesondere aus architekturgeschichtlichen und städtebaulichen Gründen.